# Брендон Дженнінгс

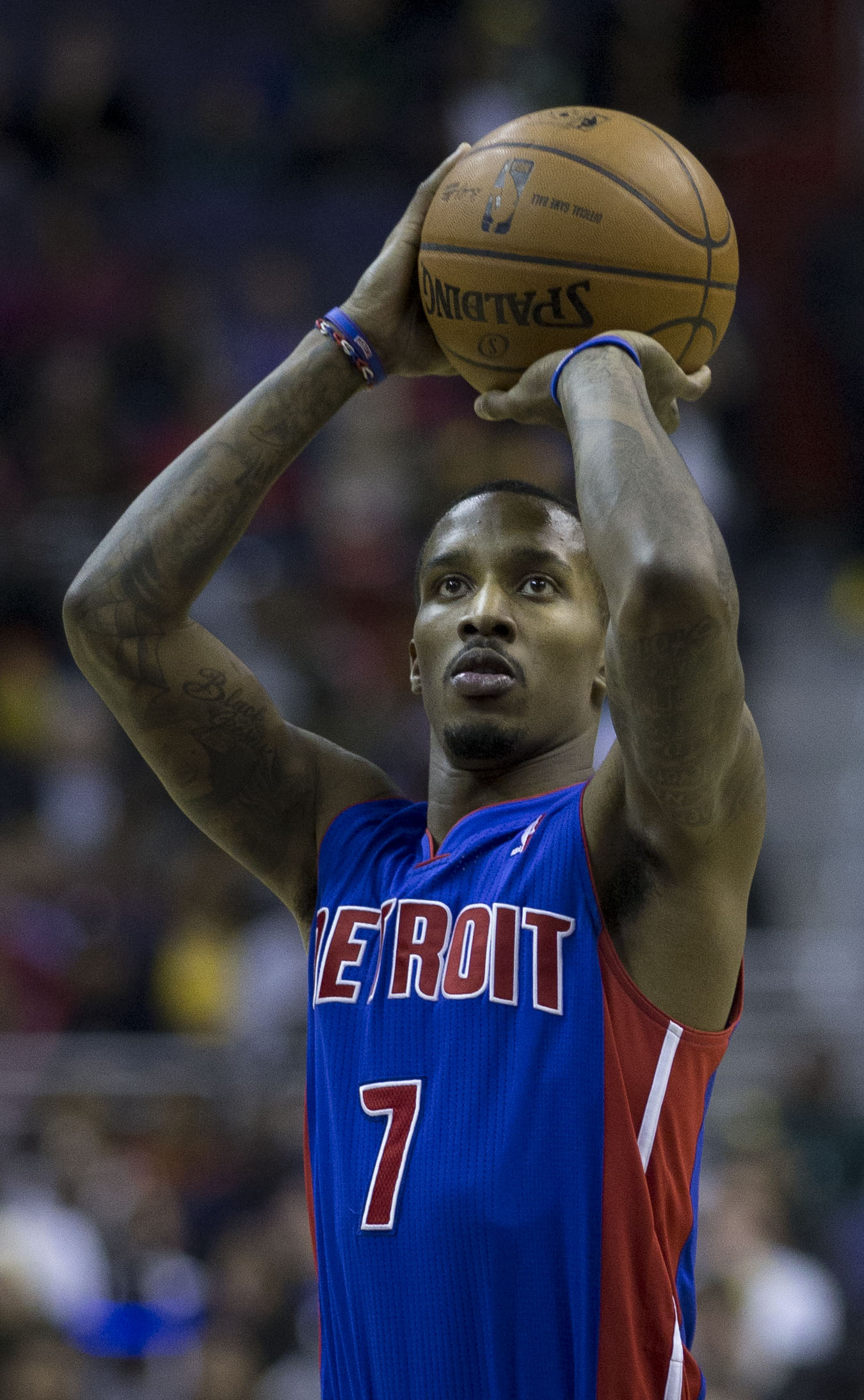
Брендон Дженнінгс

Брендон Дженнінгс (англ. Brandon Jennings; 23 вересня 1989) — американський професійний баскетболіст, який виступав за декілька клубів НБА на позиції розігрувача.

## Кар'єра у НБА
«Бакс» обрали Дженнінгса на драфті 2009 під 10 загальним номером. До цього Дженнінгс рік виступав у чемпіонаті Італії.
Вже у дебютному сезоні Дженнінгс закріпився на позиції основного розігрувача команди. Брендон дебютував у НБА 30 жовтня 2009 року в грі проти «Філадельфії»; Дженнінгс у цій грі набрав 17 очок, 9 підбирань та 9 результативних передач — лише трохи йому не вистачило для того, щоб записати у свій актив трипл-дабл вже у першій грі в НБА. У своїй другій грі в НБА Дженнінгс набрав 24 очки (найбільше в команді), з них 16 — протягом третьої дванадцятихвилинки.
14 листопада 2009 Дженнінгс набрав 55 очок за гру, встановивши клубний рекорд результативності новачка. Дженнінгс став наймолодшим гравцем в історії, котрий набрав не менше 55 очок протягом матчу НБА та другим (з відставанням в одне очко від Леброна Джеймса) за кількістю очок за матч, набраних гравцем віком до 21 року, за всю історію НБА.
30 жовтня 2010 року Дженнінгс записав у свій актив перший трипл-дабл. Він набрав 20 очок, 10 підбирань та 10 результативних передач у грі проти «Шарлот Бобкетс». 15 грудня 2010 року Брендон травмував ногу; він взяв участь у наступному матчі, але після цього витратив деякий час на відновлення і повернувся на майданчик 29 січня 2011 у грі проти «Нью-Джерсі Нетс». Він пропустив через травму 19 ігор. 25 березня 2011 Дженнінгс продемонстрував найвищу результативність у сезоні, набравши 37 очок.

### Статистика кар'єри в НБА

#### Регулярний сезон
| Сезон   | Команда        | GP  | GS  | MPG  | FG%  | 3P%  | FT%  | RPG | APG | SPG | BPG | PPG  |
| ------- | -------------- | --- | --- | ---- | ---- | ---- | ---- | --- | --- | --- | --- | ---- |
| 2009–10 | Мілвокі Бакс   | 82  | 82  | 32.6 | .371 | .374 | .817 | 3.4 | 5.7 | 1.3 | .2  | 15.5 |
| 2010–11 | Мілвокі Бакс   | 63  | 61  | 34.4 | .390 | .323 | .809 | 3.7 | 4.8 | 1.5 | .3  | 16.2 |
| 2011–12 | Мілвокі Бакс   | 66  | 66  | 35.3 | .418 | .332 | .808 | 3.4 | 5.5 | 1.6 | .3  | 19.1 |
| 2012–13 | Мілвокі Бакс   | 80  | 80  | 36.2 | .399 | .375 | .819 | 3.1 | 6.5 | 1.6 | .1  | 17.5 |
| 2013–14 | Detroit        | 80  | 79  | 34.1 | .373 | .337 | .751 | 3.1 | 7.6 | 1.3 | .1  | 15.5 |
| 2014–15 | Detroit        | 41  | 41  | 28.6 | .401 | .360 | .839 | 2.5 | 6.6 | 1.1 | .1  | 15.4 |
| 2015–16 | Detroit        | 23  | 1   | 18.1 | .373 | .312 | .711 | 2.0 | 3.0 | .5  | .1  | 6.8  |
| 2015–16 | Орландо Меджик | 25  | 6   | 18.1 | .366 | .346 | .750 | 2.0 | 4.0 | .7  | .2  | 7.0  |
| Кар'єра |                | 460 | 416 | 32.3 | .390 | .350 | .799 | 3.1 | 5.9 | 1.3 | .2  | 15.5 |

#### Плей-оф
| Сезон   | Команда      | GP | GS | MPG  | FG%  | 3P%  | FT%  | RPG | APG | SPG | BPG | PPG  |
| ------- | ------------ | -- | -- | ---- | ---- | ---- | ---- | --- | --- | --- | --- | ---- |
| 2010    | Мілвокі Бакс | 7  | 7  | 35.6 | .408 | .293 | .808 | 3.0 | 3.6 | 1.1 | .6  | 18.7 |
| 2013    | Мілвокі Бакс | 4  | 4  | 33.3 | .298 | .214 | .722 | 2.3 | 4.0 | 2.3 | .3  | 13.3 |
| Кар'єра |              | 11 | 11 | 34.7 | .373 | .261 | .773 | 2.7 | 3.7 | 1.5 | .5  | 16.7 |